# Nostradamus (film din 1994)
Nostradamus este un film dramatic biografic din 1994 regizat de Roger Christian⁠(d); cu Tchéky Karyo⁠(d) în rolul astrologului Michel de Nostredame (deseori latinizat ca Nostradamus).
În rolurile principale au mai interpretat Amanda Plummer, Julia Ormond, Assumpta Serna, Anthony Higgins⁠(d), Diana Quick⁠(d), Michael Gough, Maia Morgenstern, Rutger Hauer și F. Murray Abraham.
Coproducție a unor companii din Franța, Marea Britanie, Germania și România, filmul a fost un eșec comercial⁠(d) și a avut recenzii mixte.

## Rezumat
Filmul prezintă viața și iubirile medicului, astrologului și prezicătorului faimos; întâlnirea sa cu știința medievală la Universitatea din Montpellier și cu Inchiziția; luptele sale timpurii cu viziunile sale despre viitor. 
Are loc în Franța, în secolul al XVI-lea, în timpul unuia dintre focarele periodice de ciumă⁠(d). 
Nostradamus se întâlnește cu Scaliger la Agen.
Nostradamus profețește moartea lui Henric al II-lea al Franței din cauza unui turnir. Nostradamus spune că „are în mod constant acest cuvânt” Hister în minte. 
Filmul descrie creșterea influenței lui Nostradamus, atât datorită succesului său în tratarea ciumei, cât și a predicțiilor sale, culminând cu numirea sa ca medic de curte al lui Carol al IX-lea al Franței (fiul lui Henric al II-lea).

## Distribuție
- Tchéky Karyo⁠(d) – Michel de Nostradamus
- F. Murray Abraham – Julius Caesar Scaliger⁠(d)
- Rutger Hauer – Călugărul Mistic
- Amanda Plummer – Catherina de' Medici
- Julia Ormond – Marie
- Assumpta Serna – Anne Gemelle
- Anthony Higgins – regele Henric al II-lea
- Diana Quick⁠(d) – Diane de Poitiers
- Michael Gough – Jean de Remy
- Maia Morgenstern – Helen
- Magdalena Ritter – Sophie
- Leon Lissek⁠(d) – inchizitor
- Michael Byrne⁠(d) – inchizitor
- Gheorghe Visu – Ruggerio
- Mihai Gruia Sandu
- Olga Tudorache
- Florin Busuioc
- Șerban Celea – Raoul